# Alter Friedhof (Mainbernheim)

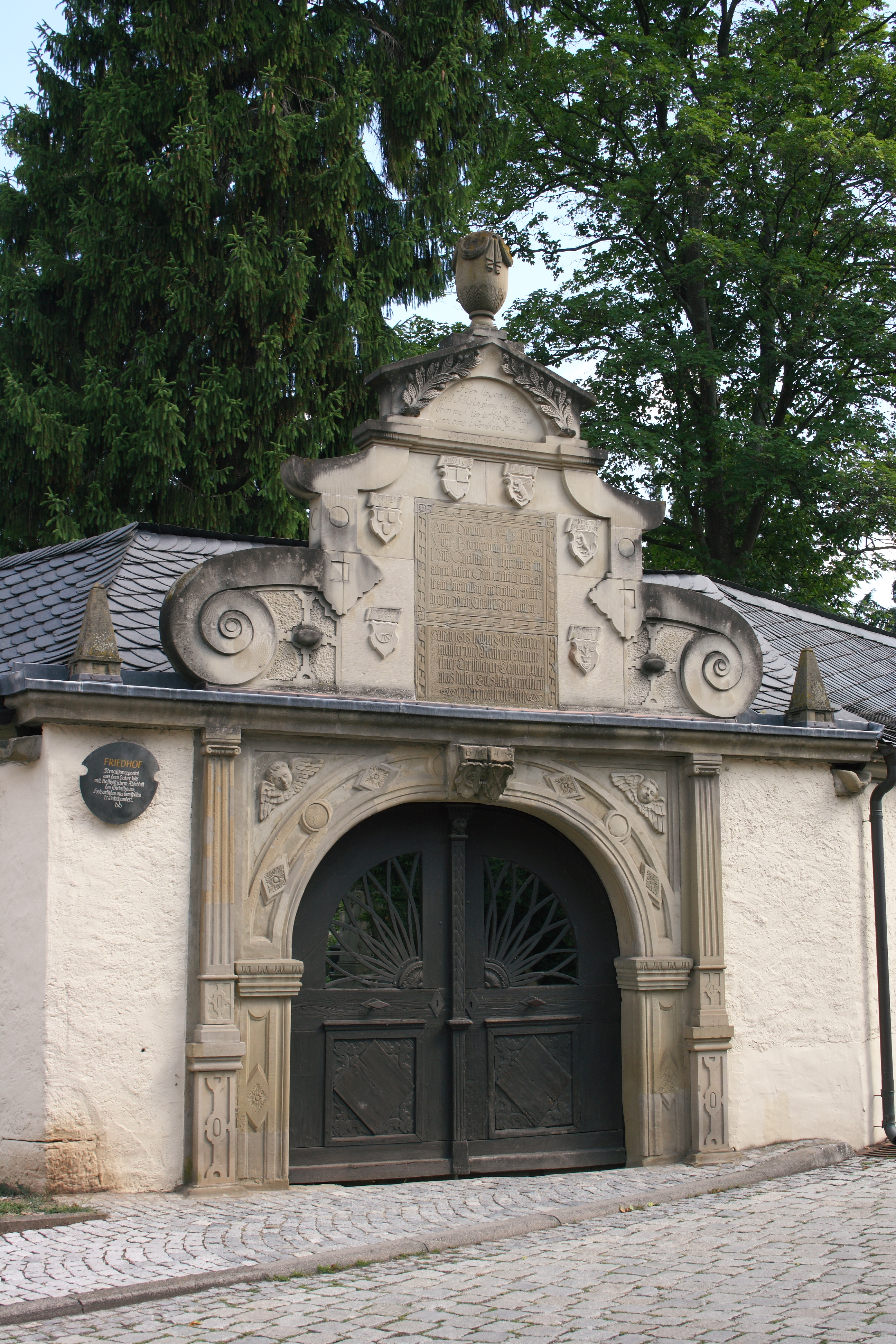
Renaissanceportal des Friedhofes in Mainbernheim

Der Alte Friedhof von Mainbernheim, einer Stadt im Landkreis Kitzingen im bayerischen Regierungsbezirk Unterfranken, wurde 1546 vor dem Unteren Tor in der Nähe der Kitzinger Straße angelegt. Er ist der denkmalgeschützte Teil des mehrfach erweiterten Mainbernheimer Friedhofes, der noch heute genutzt wird.

## Geschichte
1546 verlegte man den Mainbernheimer Friedhof, der sich ursprünglich an der alten Pfarrkirche in einem umfriedeten Bereich befand, vor die Tore der Stadt. Bereits 1618 musste der Friedhof erweitert werden. Aus dieser Zeit stammen das Renaissanceportal, die auf Holzpfosten aufliegenden Arkaden und die Friedhofskanzel. Die nächste Vergrößerung erfolgte 1866. Für die dritte Erweiterung 1909 wurde die alte Friedhofsmauer nach Nordosten durchbrochen und 1969 wurde der Friedhof in westlicher Richtung ausgedehnt. Die letzte Erweiterung fand 2005 statt.

## Renaissanceportal
Das bei der ersten Erweiterung des Friedhofs im Stil der Renaissance errichtete Portal wird von einem Korbbogen überfangen und von kannelierten Pilastern gerahmt. Die Bogenzwickel sind auf beiden Seiten mit geflügelten Engelsköpfen verziert. Der Schlussstein des Portalbogens ist mit zwei Wappenkartuschen versehen. Das Portal wird von einem Volutengiebel mit zwei Inschriftentafeln bekrönt, die an die Einrichtung des Friedhofs im Jahr 1546 und seine erste Erweiterung 1618 erinnern.
Die Tafel wird umgeben von den Wappen des Vogtes Christian Stein, des Bürgermeisters Michael Brüler und der beiden Bauherren Cunrad Schraud und Kilian Königsberg. In der Mitte oben prangen die Wappen der Markgrafen von Brandenburg-Ansbach (mit der Jahreszahl 1618) und der Stadt Mainbernheim (mit einem Bären).
Den oberen Abschluss bildet ein Dreiecksgiebel, den eine Urne krönt. In das Giebelfeld ist die Inschrift gemeißelt: „Hier liegen Sie und Schlafen ganz in Frieden – denn auch hier ist Gottes Haus und eine Pforte des Himmels“. Die Inschrift darunter erinnert an die Renovierung im Jahr 1821.

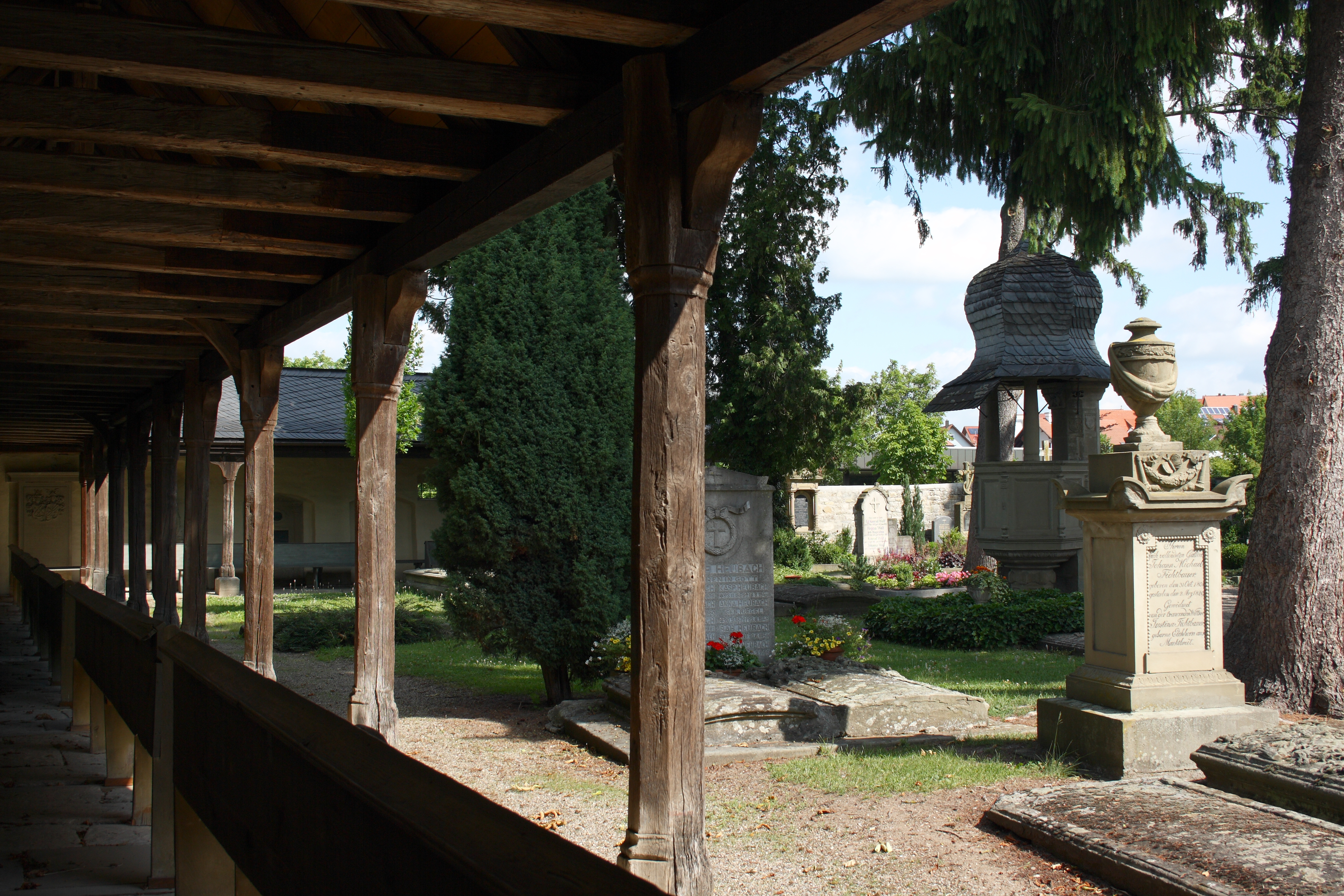
Arkaden und Friedhofskanzel

## Arkaden
Der alte Friedhof ist auf drei Seiten von Arkaden umgeben, die auf Eichenpfosten ruhen und von einem geschieferten Satteldach gedeckt sind. Entlang der Wände stehen Holzbänke, die noch aus ihrer Entstehungszeit im Jahr 1617/18 erhalten sind und noch heute bei Beerdigungen genutzt werden.
In die Pfosten und Knaggen ist die Jahreszahl 1617 eingeschnitzt. Auch Wappen und die Buchstaben M und B kann man erkennen.

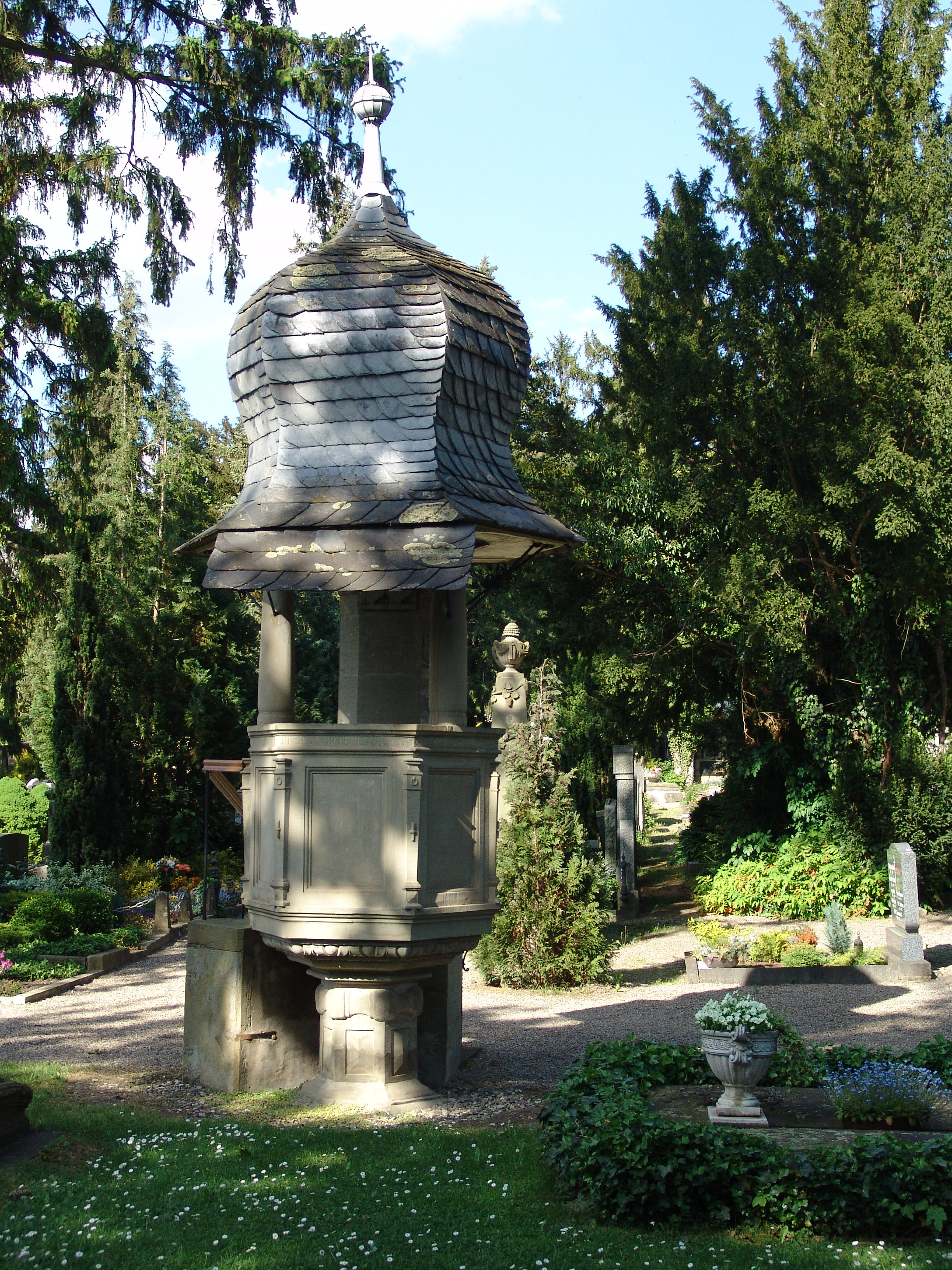
Friedhofskanzel

## Friedhofskanzel
Die Steinkanzel, ein sechseckiger Korpus, wird getragen von einem mit Diamantquadern versehenen Sockel. Auf dem Gesims ist eine lateinische Inschrift eingemeißelt, deren Übersetzung lautet: „Ruhig stirbt, wer weiß, dass er durch den Tod wiedergeboren wird. Das kann nicht Tod, sondern neues Leben genannt werden“.

## Grabmonumente

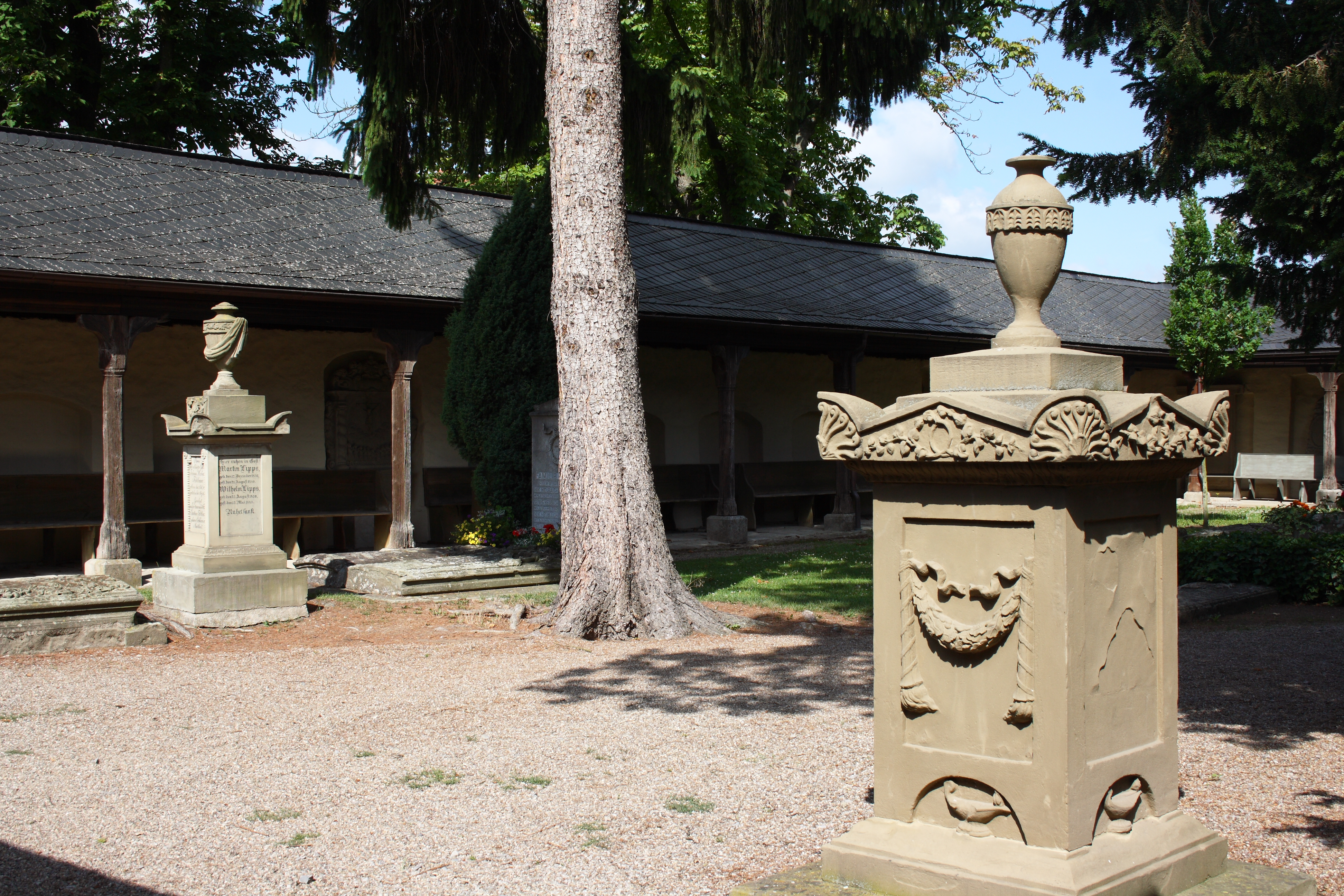
Grabmonumente

- Die Steinplatte mit dem Relief der Eheleute Meier, die 1606 bzw. 1616 starben, ist eines der ältesten Grabmonumente des Friedhofes.
- Eines der imposantesten Monumente ist das Kenotaph der Gebrüder Stintzing, die in Hamburg und Lübeck zu erfolgreichen Weinhändlern und Kaufleuten wurden und 1805 in Mainbernheim eine Stiftung für hilfsbedürftige Bürger der Stadt gründeten. Auf einem mächtigen Steinsockel stehen zwei von Weinlaub umrankte und von Urnen bekrönte Obelisken.
- Ein mit Girlanden verzierter und einer Inschrift versehener Sandsteinblock, der eine Urne trägt, ließ Georg Johann Heinrich Keerl, der als Arzt in Baltimore wirkte, 1818 zum Gedenken an seine Mutter Margaretha Barbara, geb. Landmann, errichten.